# Rıza Kayaalp
Rıza Kayaalp (* 10. Oktober 1989 in Yozgat) ist ein türkischer Ringer. Er wurde zwischen 2010 und 2023 zwölfmal Europameister bzw. Europaspielesieger, 2011, 2015, 2017 und 2019 Weltmeister und gewann bei den Olympischen Spielen 2012 eine Bronzemedaille, 2016 die Silbermedaille und 2020 erneut Bronze im griechisch-römischen Stil im Schwergewicht.

## Werdegang
Rıza Kayaalp begann als Jugendlicher im Jahre 2000 mit dem Ringen. Er gehört dem Sportclub ASKI Ankara an und wird dort von dem ehemaligen Olympiasieger Mehmet Akif Pirim trainiert. Er konzentriert sich dabei ganz auf den griechisch-römischen Stil. Er wiegt bei einer Größe von 1,82 Metern 130 kg und ringt deshalb im Schwergewicht. Zurzeit ist Ringen auch sein Beruf. Er ist auch in deutschen Ringerkreisen gut bekannt, da er u. a. für den SV Germania Weingarten und für den ASV Nendingen in der deutschen Bundesliga auf die Matte ging.
Rıza Kayaalp war schon als Juniorenringer außerordentlich erfolgreich. Zwischen 2005 und 2009 wurde er in den verschiedenen Junioren-Altersgruppen zweimal Weltmeister und dreimal Europameister.
Im Jahre 2008 wurde er als 19-jähriger Nachwuchsringer auch schon bei den Olympischen Spielen in Peking eingesetzt. Er verlor dort aber im Schwergewicht gleich seinen ersten Kampf gegen den Litauer Mindaugas Mizgaitis und musste vorzeitig ausscheiden, weil Mizgaitis den Endkampf nicht erreichte. Er belegte damit nur den 20. Platz.
Der türkische Ringerverband setzte aber auch in den folgenden Jahren auf den jungen Rıza Kayaalp. Bei der Europameisterschaft der Senioren 2009 in Vilnius unterlag er in seinem zweiten Kampf gegen Alexander Anutschin aus Russland und belegte den 10. Platz. Bereits bei der Weltmeisterschaft 2009 in Herning/Dänemark zeigte er sich stark verbessert und gewann dort mit vier Siegen eine WM-Bronzemedaille. Erwähnenswert sind dabei besonders seine Erfolge über Juri Patrikejew aus Armenien und Alexander Anutschin. Gegen den vielfachen Weltmeister und Olympiasieger Mijaín López aus Kuba lieferte er im Halbfinale einen beherzten Kampf, konnte diesen aber nicht gefährden.
2010 konnte Rıza Kayaalp seinen ersten Titelgewinn bei den Senioren feiern. Er wurde in Baku im Schwergewicht Europameister und besiegte auf dem Weg zu diesem Erfolg Iwan Iwanow aus Bulgarien, Dimitri Jawachischwili aus Georgien, Mindaugas Mizgaitis und Radomir Petkovic aus Serbien. Auch bei der Weltmeisterschaft 2010 in Moskau konnte er durchaus überzeugen, wenngleich er dort in seinem zweiten Kampf diesmal gegen Juri Patrikejew unterlag. Mit Siegen über Mihály Deák Bárdos aus Ungarn, Dalal Dharshender aus Indien, Johan Eurén aus Schweden und Dremiel Byers aus den Vereinigten Staaten erkämpfte er sich aber wieder eine WM-Bronzemedaille.
Auch das Jahr 2011 verlief für Rıza Kayaalp mehr als erfolgreich. Er gewann in diesem Jahr drei große internationale Turniere in Istanbul, Minsk und Baku. Bei der Europameisterschaft in Dortmund besiegte er David Lengyel aus der Slowakei, Johan Eurén aus Schweden, Nico Schmidt aus Deutschland und Juri Patrikejew aus Kasachstan. Erst im Finale wurde er vom russischen Olympiasieger Chassan Macharbekowitsch Barojew gestoppt, gegen den er mit 1:2 Runden und 1:3 Punkten unterlag. Bei der Weltmeisterschaft in Istanbul nutzte er vor heimischem Publikum seinen Heimvorteil und wurde mit Siegen über Radhouane Chebbi, Tunesien, Iwan Iwanow, Bulgarien, Mihaly Deak Bardos, Ungarn, Nurmachan Tinalijew aus Kasachstan und im Finale über den vielfachen Weltmeister und Olympiasieger Mijaín López aus Kuba, den er mit 2:0 Runden und 4:0 Punkten besiegte, erstmals Weltmeister bei den Eliteringern.
2012 sicherte sich Rıza Kayaalp in Belgrad wiederum den Europameistertitel. Auf dem Weg dazu besiegte er Juri Patrikejew, Guram Pherselidse, Georgien, Iossif Tschuhaschwili, Belarus, Mihaly Deak Bardos und Cassan Barojew. Bei den Olympischen Spielen in London startete er als Mitfavorit. Er konnte dieser Rolle auch gerecht werden, auch wenn es nicht zum Olympiasieg reichte, weil er im Halbfinale wieder gegen Mijaín López unterlegen war. Im Kampf um eine Bronzemedaille besiegte er dann in der Trostrunde Guram Pherselidse. Vor seiner Niederlage gegen Nunez hatte er Ewgeni Orlow und Dremiel Byers, Vereinigte Staaten, besiegt.
2013 meldete sich Rıza Kayaalp bei der Europameisterschaft in Tiflis in alter Stärke zurück. Er holte sich dort mit Siegen über den plötzlich als Aserbaidschaner auftauchenden Serben Radomir Petkovic, über Iossif Tschuhaschwili, Guram Pherselidse und Ewgeni Orlow einen weiteren Europameistertitel. 2013 siegte er auch noch bei den Mittelmeer-Spielen in Mersin und bei der Universiade in Kasan. Bei der Weltmeisterschaft 2013 in Budapest siegte er über Naveen, Indien, Sergei Andrusik, Russland und Robert Smith aus den Vereinigten Staaten. Dann unterlag er gegen den bis Juli 2013 wegen Dopings gesperrten Amir Ali-Akbari aus dem Iran. Mit einem Sieg über Johan Eurén errang er aber noch eine Bronzemedaille. Da bei der Überprüfung der Dopingprobe von Amir Ali-Akbari festgestellt wurde, dass dieser erneut gedopt war, wurde diesem der Weltmeistertitel 2013 entzogen und Rıza Kayaalp rückte auf den 2. Platz. Durch den Betrug von Amir Ali-Akbari ist das Wettkampfergebnis natürlich fundamental verzerrt worden, denn Rıza Kayaalp hatte deswegen keine Möglichkeit gegen den Esten Heiki Nabi um den Weltmeistertitel zu kämpfen.
Im April 2014 gewann Rıza Kayaalp in Vantaa/Finnland zum fünftenmal in seiner Laufbahn den Europameistertitel. Er besiegte dabei Oleksandr Tschernezkyj, Ukraine, Mindaugas Mizgaitis, Wassili Parschin, Russland und Ljubomir Dimitrow, Bulgarien. Bei allen diesen Kämpfen war sein Sieg ungefährdet. Bei der Weltmeisterschaft 2014, die im September in Taschkent stattfand, besiegte er Bálint Lám, Ungarn, Heiki Nabi, Estland und Ljubomir Dimitrow aus Bulgarien, verlor aber den Endkampf gegen Mijaín López. Damit wurde er in diesem Jahr Vize-Weltmeister.
2015 nahm Rıza Kayaalp im Juni an den 1. Europäischen Spielen in Baku teil. Er kam dort zu Siegen über Bálint Lám, Sergej Semenow aus Russland, Heiki Nabi und Saba Schariati aus Aserbaidschan und belegte den 1. Platz. Bei der Weltmeisterschaft dieses Jahres in Las Vegas überzeugte er wieder. Er besiegte der Reihe nach Iossif Tschuhaschwili, Belarus, Lukas Hörmann, Österreich, Oleksandr Tschernezkyj, Ukraine und Sabah Schariati und stand damit im Finale Mijaín López gegenüber. Dabei gelang es ihm diesen Ausnahmeringer, den er schon einmal bei der Weltmeisterschaft 2011 geschlagen hatte, erneut zu besiegen und damit zum zweiten Mal Weltmeister zu werden.
2016 in Riga wurde Rıza Kayaalp wieder Europameister, unterlag aber im Finale der Olympischen Spiele in Rio de Janeiro gegen Mijaín López, gewann damit zwar die Silbermedaille, kam aber auch bei seinen dritten Olympischen Spielen nicht zum Olympiasieg.
Im Mai 2017 wurde er in Novi Sad erneut Europameister. Im Finale besiegte er dabei Bálint Lám aus Ungarn. Im August 2017 wurde Rıza Kayaalp in Paris zum dritten Male Weltmeister. Auf dem Weg zu diesem Erfolg besiegte er Mumuinjon Abdullajew aus Usbekistan, Kiril Grischenko aus Belarus, Oscar Pino Hinds, Kuba und Heiki Nabi.
Bei der Europameisterschaft 2018 in Kaspijsk setzte er seine Erfolgsserie fort. Er wurde dort erneut Europameister. Sein Finalsieg über den Russen Witali Schtschur war allerdings mit 2:1 techn. Punkten knapp, aber letztlich ungefährdet. Eine böse Überraschung erlebte Rıza Kayaalp bei der Weltmeisterschaft 2018 in Budapest. Er verlor dort gleich seinen ersten Kampf gegen Heiki Nabi aus Estland nach Punkten. Da Nabi das Finale nicht erreichte, konnte Rıza Kayaalp in der Trostrunde nicht weiterringen und landete abgeschlagen auf dem 15. Platz.
Bei der Europameisterschaft 2019 gewann Rıza Kayaalp seinen neunten Europameistertitel. Bei der Weltmeisterschaft desselben Jahres im kasachischen Nur-Sultan wurde er erneut Weltmeister. Er benötigte dazu fünf Siege. Im Finale schlug er den Kubaner Oscar Pino Hinds nach Punkten.
Im Februar 2020 startete Rıza Kayaalp bei der Europameisterschaft in Rom wohl mit der Absicht, seinen zehnten Europameistertitel zu gewinnen. Nach einem Sieg über Adam Varga, Ungarn, unterlag er aber in seinem nächsten Kampf gegen Mikola Kuchmii aus der Ukraine nach Punkten. Da Kuchmii das Finale nicht erreichte, schied Rıza Kayaalp aus und belegte nur den 7. Platz.

## Internationale Erfolge
| Jahr | Platz  | Wettbewerb                                        | Gewichtskl.   | Ergebnisse |
| ---- | ------ | ------------------------------------------------- | ------------- | --- |
| 2005 | 1.     | Junioren-EM (Cadets) in Tirana                    | bis 100 kg KG | vor Ibragim Stankiew, Russland und Sinisa Hogac, Kroatien |
| 2006 | 1.     | Intern. Junioren-Turnier in Frankfurt (Oder)      | Halbschwer    | vor Wladimir Marusow, Ukraine und Kasim Mehmet Aras, Deutschland |
| 2006 | 2.     | Junioren-EM (Juniors) in Szombathely              | Halbschwer    | hinter Ivan Nemeth, Ungarn und vor Georgi Zlatanski, Bulgarien |
| 2006 | 1.     | Junioren-EM (Cadets) in Istanbul                  | bis 100 kg KG | vor Wojciech Zieziulewicz, Polen und Wladimir Karchava, Georgien |
| 2006 | 16.    | Junioren-WM (Juniors) in Guatemala-Stadt          | Halbschwer    | nach einer Niederlage gegen Roman Martschenko, Russland |
| 2007 | 3.     | Junioren-EM (Juniors) in Belgrad                  | Schwer        | hinter Soslan Farniew, Russland und Witali Siwakow, Belarus |
| 2007 | 2.     | Junioren-WM (Juniors) in Peking                   | Schwer        | mit Siegen über Abdumalik Sartbajew, Kasachstan, Witali Siwakow und Artem Tsepowatenko, Ukraine und einer Niederlage gegen Soslan Farniew                                              |
| 2007 | 1.     | Nikola-Petrow-Turnier in Sofia                    | Schwer        | vor Yannick Szczepaniak, Frankreich, Ylmaz Gül, Türkei und Masoud Hashemzadeh, Iran |
| 2008 | 3.     | Vehbe-Emre-Turnier in Istanbul                    | Schwer        | hinter Atilla Güzel, Türkei und Dawid Saldadse, Usbekistan |
| 2008 | 1.     | Yadegar-Emam-Cup in Qom/Iran                      | Schwer        | vor Masoud Hashemzadeh, Bashir Babajanzadeh und Payam Zarinpour, alle Iran |
| 2008 | 1.     | Golden-Grand-Prix in Szombathely                  | Schwer        | vor Dremiel Byers, USA, Sergei Artjuchin, Belarus und Bashir Babajanzadeh |
| 2008 | 1.     | Golden-Grand-Prix in Baku                         | Schwer        | vor Guram Pherselidse, Georgien und Lukasz Banak, Polen |
| 2008 | 1.     | Junioren-WM (Juniors) in Istanbul                 | Schwer        | mit Siegen über Peter Kowalczuk, USA, Ramin Shakarischwili, Georgien, Murat Ramonow, Kirgisistan, Shinichi Hirakawa, Japan und Bashir Asgari Babajanzadeh, Iran                        |
| 2008 | 20.    | OS in Peking                                      | Schwer        | nach einer Niederlage gegen Mindaugas Mizgaitis, Litauen |
| 2009 | 1.     | Vehbe-Emre-Turnier in Istanbul                    | Schwer        | vor Rezaie Ghasem, Iran, Jossif Tschugaschwili, Belarus und Mohsen Beshnichi, Iran |
| 2009 | 1.     | Golden-Grand-Prix in Szombathely                  | Schwer        | vor Mihály Deák Bárdos, Ungarn, Jossif Tschugaschwili und Rewas Tschelidse, Georgien                                                                                                   |
| 2009 | 10.    | EM in Vilnius                                     | Schwer        | mit einem Sieg über Guram Pherselidse und einer Niederlage gegen Alexander Anutschin, Russland                                                                                         |
| 2009 | 1.     | Mittelmeer-Spiele in Pescara                      | Schwer        | vor Panagiotis Papadopoulos, Griechenland, Rocco Daniele Ficara, Italien und Radomir Petkovic, Serbien                                                                                 |
| 2009 | 1.     | Junioren-EM (Juniors) in Tiflis                   | Schwer        | vor David Oganesjan, Russland und Eduard Popp, Deutschland |
| 2009 | 1.     | Junioren-WM (Juniors) in Ankara                   | Schwer        | mit Siegen über Peter Kowalczuk, USA, Schota Gogiswanidse, Georgien, Bashir Asgari Babajanzadeh und Wladimir Ilnizki, Russland                                                         |
| 2009 | 3.     | WM in Herning/Dänemark                            | Schwer        | mit Siegen über Dalal Dharmender, Indien, Juri Patrikejew, Armenien, Alexander Anutschin, einer Niederlage gegen Mijaín López, Kuba und einem Sieg über Iossif Tschugaschwili, Belarus |
| 2010 | 2.     | Welt-Cup in Jerewan                               | Schwer        | hinter Juri Patrikejew, vor Johan Eurén, Schweden und Alexander Anutschin |
| 2010 | 1.     | Golden-Grand-Prix in Szombathely                  | Schwer        | vor Radomir Petkovic und Mihály Deák Bárdos |
| 2010 | 1.     | EM in Baku                                        | Schwer        | mit Siegen über Iwan Iwanow, Bulgarien, Dimitri Javachischwili, Georgien, Mindaugas Mizgaitis und Radomir Petkovic                                                                     |
| 2010 | 1.     | Golden-Grand-Prix in Baku                         | Schwer        | vor Babak Hossein Ghorbani Goldasteh, Iran, Dimitri Javachischwili und Mihaly Deak Bardos                                                                                              |
| 2010 | 3.     | WM in Moskau                                      | Schwer        | mit einem Sieg über Mihály Deák Bárdos, einer Niederlage gegen Juri Patrikejew und Siegen über Dalal Dharmender, Johan Eurén und Dremiel Byers                                         |
| 2011 | 1.     | „Vehbi-Emre“-Memorial in Istanbul                 | Schwer        | vor Bashir Asgari Babajanzadeh, Iran, Atilla Güzel und Heiki Nabi, Estland |
| 2011 | 1.     | Welt-Cup in Minsk                                 | Schwer        | vor Nurmachan Tinalijew, Kasachstan, Josif Tschugoschwili, Belarus und Iwan Iwanow, Bulgarien                                                                                          |
| 2011 | 2.     | EM in Dortmund                                    | Schwer        | nach Siegen über David Lengyel, Slowakei, Johan Eurén, Nico Schmidt, Deutschland und Juri Patrikejew und einer Niederlage gegen Chassan Macharbekowitsch Barojew, Russland             |
| 2011 | 1.     | Golden-Grand-Prix in Baku                         | Schwer        | vor Mihaly Deak Bardos, Rewas Tschelidse, Georgien und Dremiel Byers, USA |
| 2011 | 1.     | WM in Istanbul                                    | Schwer        | nach Siegen über Radhouane Chebbi, Tunesien, Iwan Iwanow, Mihaly Deak Bardos, Nurmachan Tinalijew und Mijaín López, Kuba                                                               |
| 2012 | 1.     | EM in Belgrad                                     | Schwer        | nach Siegen über Juri Patrikejew, Guram Pherselidse, Georgien, Iossif Tschuhaschwili, Mihaly Deak Bardos und Chassan Barojew                                                           |
| 2012 | Bronze | OS in London                                      | Schwer        | nach Siegen über Ewgeni Orlow, Ukraine und Dremiel Byers, USA, einer Niederlage gegen Mijaín López und einem Sieg über Guram Pherselidse, Georgien                                     |
| 2013 | 1.     | „Vehbi-Emre“-Memorial in Istanbul                 | Schwer        | vor Josif Tschugoschwili, Mahdi Nouri, Iran und Emin Öztürk, Türkei |
| 2013 | 1.     | EM in Tiflis                                      | Schwer        | nach Siegen über Radomir Petkovic, Aserbaidschan, Iossif Tschuhaschwili, Guram Pherselidse und Ewgeni Orlow, Ukraine                                                                   |
| 2013 | 1.     | Mittelmeer-Spiele in Mersin                       | Schwer        | vor Radhouane Chebbi, Tunesien, Rocco Daniele Ficara, Italien und Mohamed Mohamed, Ägypten                                                                                             |
| 2013 | 1.     | Universiade in Kasan                              | Schwer        | vor Amir Ali-Akbari, Iran, Nurmachan Tianlijew, Kasachstan und Bálint Lám, Ungarn |
| 2013 | 2.     | WM in Budapest                                    | Schwer        | nach Siegen über Naveen, Indien, Sergei Andrusik, Russland und Robert Smith, USA, einer Niederlage gegen Amir Ali-Akbari, Iran und einem Sieg über Johan Eurén                         |
| 2014 | 1.     | „Vehbi-Emre“-Memorial in Istanbul                 | bis 130 kg    | vor Atilla Güzel und Emin Öztürk, beide Türkei und Kiril Gryschchanko, Belarus |
| 2014 | 1.     | Golden-Grand-Prix in Szombathely                  | bis 130 kg    | vor Bashir Asgari Babajanzadeh, Iran, Mindaugas Mizgaitis, Litauen und Johan Eurén |
| 2014 | 1.     | EM in Vantaa/Finnland                             | bis 130 kg    | nach Siegen über Oleksandr Tschernezkyj, Ukraine, Mindaugas Mizgaitis, Wassili Parschin, Russland und Ljubomir Dimitrow, Bulgarien                                                     |
| 2014 | 2.     | WM in Taschkent                                   | bis 130 kg    | nach Siegen über Bálint Lám, Ungarn, Heiki Nabi, Ljubomir Dimitrow und einer Niederlage gegen Mijaín López                                                                             |
| 2015 | 1.     | „Vehbi Emre“ & „Hamit Kaplan“-Turnier in Istanbul | bis 130 kg    | vor Ali Nail Aslan, Türkei, Behnam Mehdizadeh, Iran und Murat Ramonow, Kirgisistan |
| 2015 | 1.     | 1. Europäische Spiele in Baku                     | bis 130 kg    | nach Siegen über Bálint Lám, Sergej Semenow, Russland, Heiki Nabi und Sabah Schariati, Aserbaidschan                                                                                   |
| 2015 | 1.     | WM in Las Vegas                                   | bis 130 kg    | nach Siegen über Iossif Tschuhaschwili, Belarus, Lukas Hörmann, Österreich, Oleksandr Tschernezkyj, Sabah Schariati und Mijaín López                                                   |
| 2016 | 1.     | EM in Riga                                        | bis 130 kg    | nach einem Sieg im Finale über Oleksandr Tschernezkyj |
| 2016 | 1.     | Großer Preis von Deutschland in Dortmund          | bis 130 kg    | vor Witali Schtschur, Russland, Eduard Popp, Deutschland und Montas Knystautas, Litauen                                                                                                |
| 2016 | Silber | OS in Rio de Janeiro                              | bis 130 kg    | nach Siegen über Edwin Jose Caraballo Cabrera, Venezuela, Sabah Schariati und Eduard Popp und einer Niederlage gegen Mijaín López                                                      |
| 2017 | 1.     | „Vehbi Emre & Hamit Kaplan“-Turnier in Istanbul   | bis 130 kg    | vor Muminjon Abdullajew, Usbekistan, Osman Yldirim, Türkei und Beka Kandelaki, Georgien                                                                                                |
| 2017 | 1.     | EM in Novi Sad                                    | bis 130 kg    | nach Siegen über Tamas Soos, Slowakei, Lewan Arabuli, Georgien, Christian John, Deutschland und Bálint Lám                                                                             |
| 2017 | 1.     | WM in Paris                                       | bis 130 kg    | nach Siegen über Miminjon Abdullajew, Usbekistan, Kiril Grischenko, Belarus, Oscar Pino Hinds, Kuba und Heiki Nabi                                                                     |
| 2018 | 1.     | Dan Kolow & Nikola Petrow-Memorial in Sofia       | bis 130 kg    | vor Zviadi Pataridse, Georgien, Alin Alexuc Ciurariu, Rumänien |
| 2018 | 1.     | EM in Kaspijsk                                    | bis 130 kg    | nach Siegen über Bálint Lám, Georgi Chugoschwili, Belarus, Alin Alexuc Ciurariu und Witali Schtschur                                                                                   |
| 2018 | 1.     | „Vehbi Emre & Hamit Kaplan“-Turnier in Istanbul   | bis 130 kg    | vor Kiril Grischenko und Josif Chugoschwili, beide Belarus und Murat Ramonow, Kirgisistan                                                                                              |
| 2018 | 15.    | WM in Budapest                                    | bis 130 kg    | nach einer Niederlage gegen Heiki Nabi, Estland |
| 2019 | 1.     | EM in Bukarest                                    | bis 130 kg    | nach Siegen über Ante Milkovic, Kroatien, Sabah Shariati, Aserbaidschan, Alin Alexuc Ciurariu, Rumänien, Heiki Nabi und Iakob Kadschaia, Georgien                                      |
| 2019 | 1.     | WM in Nur-Sultan (Kasachstan)                     | bis 130 kg    | nach Siegen über Yasmani Acosta Fernandez, Chile, Meng Lingzhe, China, Iakob Kadschaia, Eduard Popp, Deutschland und Oscar Pino Hinds, Kuba                                            |
| 2019 | 1.     | Militär-Weltspiele in Wuhan                       | bis 130 kg    | vor Heiki Nabi, Mohamed Ahmed Abdellatif, Ägypten und Amin Mohammadzaman Mirzazadeh, Iran                                                                                              |
| 2020 | 7.     | EM in Rom                                         | bis 130 kg    | nach einem Sieg über Adam Varga, Ungarn und einer Niederlage gegen Mikola Kuchmii, Ukraine                                                                                             |
| 2021 | 1.     | EM in Warschau                                    | bis 130 kg    | nach Siegen über Oleksandr Chernetskyi, Ukraine, Alin Alexuc-Ciurariu, Rumänien, Eduard Popp, Deutschland, und Iakob Kadschaia, Georgien                                               |
| 2021 | Bronze | OS in Tokio                                       | bis 130 kg    | hinter Mijaín López, Kuba, und Iakob Kadschaia, Georgien |
| 2022 | 1.     | EM in Budapest                                    | bis 130 kg    | |

Erläuterungen
- alle Wettbewerbe im griechisch-römischen Stil
- OS = Olympische Spiele, WM = Weltmeisterschaft, EM = Europameisterschaft
- Halbschwergewicht, bis 96 kg, Schwergewicht bis 120 kg Körpergewicht (bis 31. Dezember 2013, seit dem  1. Januar 2014 gilt eine neue Gewichtsklasseneinteilung durch den Ringer-Weltverband FILA)